# Diolcogaster flavipes
Diolcogaster flavipes är en stekelart som först beskrevs av Alexander Henry Haliday 1834.  Diolcogaster flavipes ingår i släktet Diolcogaster och familjen bracksteklar. Inga underarter finns listade i Catalogue of Life.